# Fulgencjusz z Éciji
Fulgencjusz z Éciji, również Fulgencjusz z Astigi lub z Kartageny, właśc. hiszp. Fulgencio de Écija (ur. w VI wieku w Kartagenie w Murcji, zm. przed 633 w Astigi w Andaluzji) – biskup Astigi (dzisiejsza Écija w Hiszpanii), święty Kościoła katolickiego.
Podobnie jak jego bracia Leander i Izydor (obaj będący  arcybiskupami Sewilli), Fulgencjusz wybrał życie w służbie Kościoła. Miał również siostrę św. Florentynę. Ich matką była Theodora Gordiani, ojcem Severianus, który żył na początku w Kartagenie i był prawdopodobnie rzymskim prefektem.
Dokładne informacje nt życia św. Fulgencjusza są niepewne, jest on wspominany w źródłach tylko sporadycznie. Leander, w swoim dziele "Libellus" wspomina, że posłał Fulgencjusza do rodzinnej Kartageny, gdzie może mu się przytrafić krzywda. Nie wiemy jednak o jakie niebezpieczeństwo mogło chodzić. Prawdopodobnie dzięki wpływom Leandra, który był arcybiskupem Sewilli od 584 roku i odgrywał ważną rolę w Państwie Wizygotów, Fulgencjusz został biskupem Astigi Écija.
Ponieważ w 590 roku biskupem Éciji był jeszcze Pegasius, możemy przypuszczać, że Fulgencjusz został biskupem pomiędzy 590 a 600 i piastował tę godność przynajmniej do roku 610. Izydor z Sewilli, który był następcą Leandra, dedykował Fulgencjuszowi "swojemu panu, Słudze Bożemu" pracę "De ecclesiasticis officiis".
Na drugim synodzie w Sewilli (619), miał miejsce spór pomiędzy Fulgencjuszem a biskupem Kordoby dotyczący tego, czy kościół jest własnością parafii czy biskupa. Zwołano komisję, która zadecydowała, że trzydzieści lat posiadania nieruchomości (kościoła) nadaje jego użytkownikom prawa własności. Fulgencjusz osobiście brał udział w synodzie, jego imię znajduje się wśród podpisów pod postanowieniami tego synodu. Jest to też ostatnie wydarzenie w życiu Fulgencjusza, o którym posiadamy pewne informacje. Najprawdopodobniej zmarł przed 633, gdyż w tym roku jako biskup wymieniany jest już Marcjanus.
Fulgencjusz, podobnie jak jego siostra i dwaj bracia, został wyniesiony na ołtarze.
Jest patronem San Fulgencio w hiszp. Walencji, diecezji w Kartagenie, a od 1624 Plasencii. Lokalnie uznawany jest za doktora Kościoła.
Jego wspomnienie liturgiczne obchodzone jest w Kościele katolickim 14 stycznia za Martyrologium Rzymskim lub 16 stycznia.
Przypisuje mu się kilka prac, które jednak nie dotrwały do naszych czasów. 
Relikwie Św. Fulgencjusza zostały przeniesione do Sierra de Guadalupe i w XIV wieku odnaleziono je w wiosce Berzocana.
Nie należy mylić go z Fulgencjuszem z Ruspe.